# Рустамбеков, Шафи-бек
Шафи-бек Мустафа-бек оглы Рустамбеков (азерб. Şəfi bəy Mustafa bəy oğlu Rüstəmbəyli; 21 апреля [3 мая] 1893, Айдынгышлаг, Нухинский уезд, Елизаветпольская губерния, Российская империя — 20 декабря 1960, Стамбул, Турция) — азербайджанский общественно-политический деятель, юрист, публицист, член Закавказского сейма, член Национального совета Азербайджана, парламента АДР и заместитель министра внутренних дел Азербайджанской Демократической Республики. Видный деятель азербайджанской эмиграции.

## Биография
Шафи-бек Рустамбеков родился 21 апреля (3 мая) 1893 года в селе Айдин-Кишлаг Куткашинского магала Нухинского уезда. Его отец Мустафа-бек Рустамбейли также служил Азербайджанской Демократической Республике. Среднее образование Шафи-бек получил в Елизаветпольской мужской гимназии. 
В 1911 году поступил на юридический факультет Императорского Киевского университета Святого Владимира. В годы студенчества начинает активную политическую деятельность и вступает в Киевский филиал партии «Мусават». В 1916 году окончил университет и вернулся в Азербайджан. Некоторые время работал присяжным поверенным при Елизаветпольском окружном суде. Шафи-бек участвовал в работе съезда мусульман в Баку в 1917 году и требовал автономии для Азербайджана. Позже становится членом ЦК «Мусавата». 15 ноября Рустамбеков начинает деятельность в мусульманской фракции Закавказского сейма. 
28 мая 1918 года Шафи-бек Рустамбеков был одним из тех, кто подписал Декларацию независимости Азербайджана. Начиная с 28 ноября, он работает в русскоязычной версии официального правительственного органа газеты «Азербайджан». Шафи-бек также сыграл значительную роль в истории азербайджанской публицистики. После открытия Азербайджанского парламента 7 декабря, он был избран председателем мандатной комиссии. Входил во фракцию «Мусават и безпартийные». Его брат Джафар-бек был дипломатическим представителем АДР на Кубани и в Крыму.

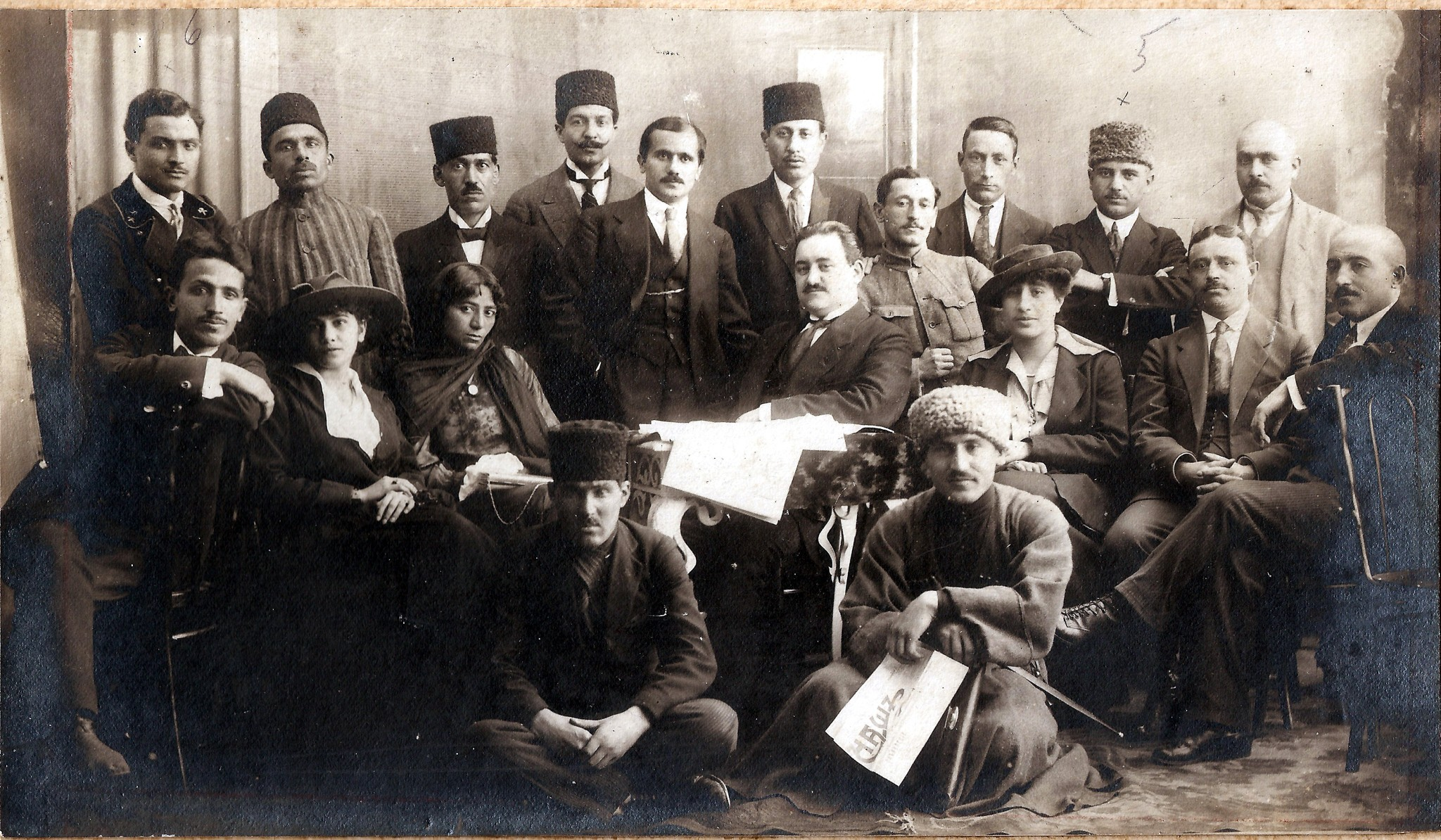
Редакция газеты «Азербайджан», 1919 год. В центре стоит Шафи-бек Рустамбеков

После оккупации Азербайджанской Демократической Республики большевиками, Шафи-бек Рустамбеков уехал в Тифлис и создал там «Комитет спасения Азербайджана». А после взятия Грузии Красной армией, он уехал в Стамбул и начал работу в журнале «Ени Кафкасия» вместе с Мамед Эмином Расулзаде. В эмиграции он также работал в таких органах как «Азери-Тюрк», «Одлу юрд», «Азербайджан юрд билгиси». Позже работал в газетах «Кавказ» и «Прометей» которые издавались в Париже. Шафи-бек был членом иностранного бюро партии «Мусават», но их путь с Мамед Эмином Расулзаде с 1927 года начали разъединяться. Из-за этого он даже написал протестные книги «Йыкылан путлар» (1934) и «Расулзаденин феджи сукуту» (1935), на что Расулзаде ответил ему произведением «Шефибейчилик» (1934). Вместе с Халил-беком Хасмамедовым он поддерживал идею единства между кавказскими народами. 20 декабря 1960 года Шафи-бек Рустамбеков скончался в Стамбуле и был похоронен на кладбище Ферикёй.

## Галерея

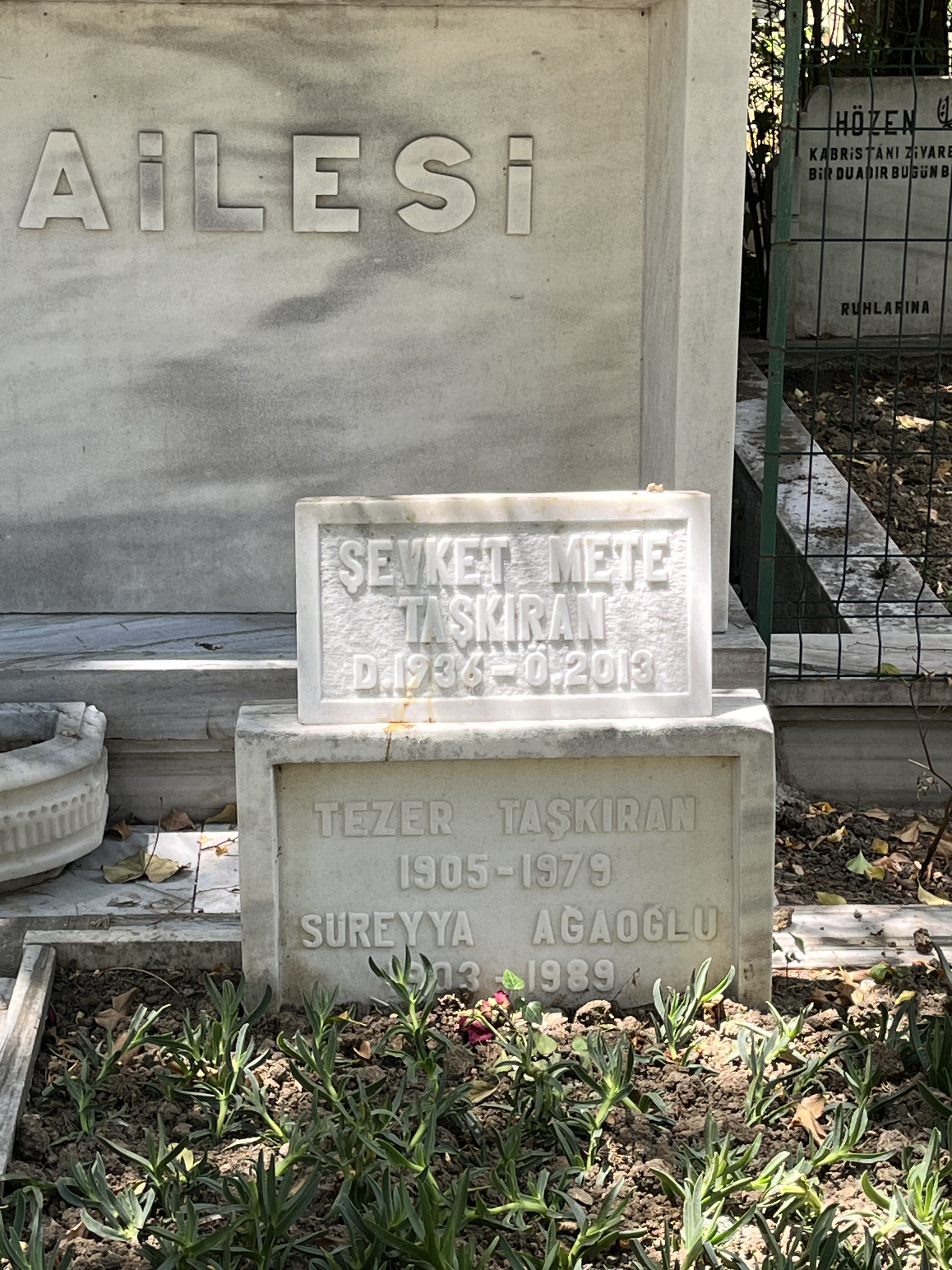
Семейная могила Рустамбековых, кладбище Ферикёй.